# 奥利·霍尔
奥利·霍尔（英語：Ollie Hoare，1997年1月29日—），澳大利亚男子田径运动员。他曾代表澳大利亚参加2022年英联邦运动会田径比赛，获得男子1500米金牌。他也曾参加2020年夏季奥林匹克运动会。